# Turzyca obła
Turzyca obła (Carex diandra Schrank) – gatunek byliny należący do rodziny ciborowatych. W Polsce gatunek rodzimy, występujący dość rzadko, głównie na niżu.

## Rozmieszczenie geograficzne
Występuje w Ameryce Północnej, Azji, Europie, ale także w Nowej Zelandii. Na półkuli północnej jest gatunkiem szeroko rozprzestrzenionym. W Europie zasięg występowania obejmuje część północną od Irlandii na zachodzie po góry Ural na wschodzie. Występuje na Półwyspie Skandynawskim, brak go w południowej części Europy. W Polsce występuje na rozproszonych stanowiskach, najliczniej w pasie pojezierzy, rzadziej na Polesiu, Roztoczu, w dolinie dolnego Sanu, Nizinie Śląskiej i Nizinie Mazowieckiej (w jej południowo-zachodniej części). W Karpatach jest rzadki, znany z kilkunastu stanowisk w Bieszczadach, Beskidzie Niskim, Śląskim, Gorcach, Działach Orawskich, Pieninach (trzy stanowiska: Pieniny Czorsztyńskie, Szlachtowa i dolina potoku Biała Woda) a nawet na jednym stanowisku w Tatrach na wysokości 905 m n.p.m..

## Morfologia

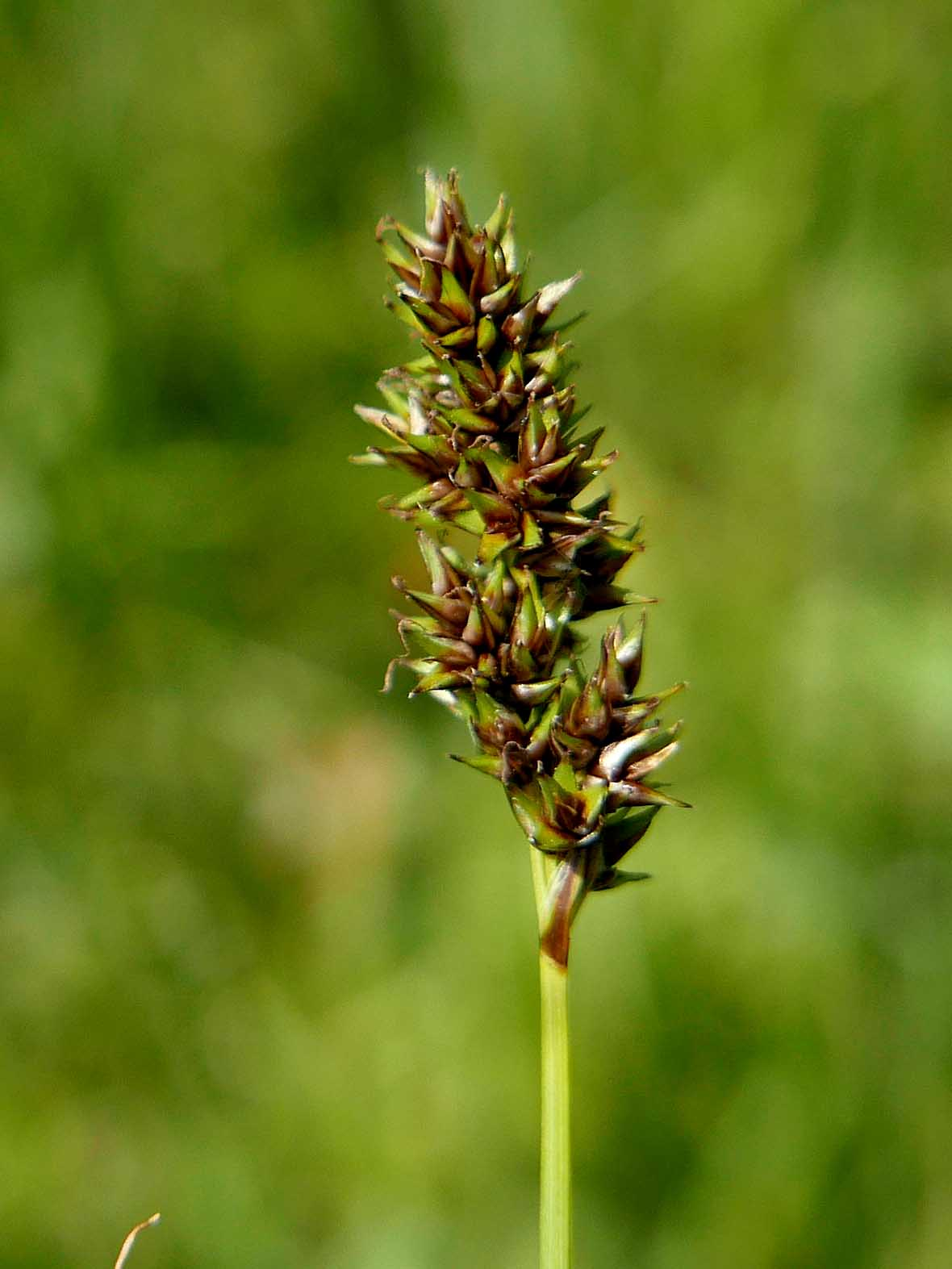
Kłoski z owocami

PokrójBylina luźnokępkowa, wysokości 20–60(100) cm
ŁodygaGóra trójkanciasta i szorstka, bardzo cienka, u dołu okryta brunatnymi, matowymi, całobrzegimi pochwami liściowymi.
LiścieKrótsze od łodygi, szerokości 1–2(5) mm, sinozielone.
KwiatyRoślina jednopienna, kwiaty rozdzielnopłciowe tworzące w kątach przysadek obupłciowe kłoski. Kłoski długości 1 cm, dolne siedzące, z górnymi kwiatami męskimi, dolnymi żeńskimi, tworzącymi brunatny kwiatostan długości (1)2–3 cm, gęsty o obłym kształcie, w nasadzie nieznacznie wiechowaty. Podsadki kłosków krótkie, jajowato-lancetowate. Kwiaty męski z trzema pręcikami, żeńskie z jednym słupkiem o dwóch znamionach. przysadki kasztanowate, z jasnym, wąskim brzegiem.
OwoceOrzeszek otoczony pęcherzykiem, zebrane w owocostan. Pęcherzyki kasztanowate, lśniące, długości 2,5–3 mm, szerokości 1–1,5 mm, obustronnie wypukłe, kulistojajowate, u nasady żeberkowate, nagle zwężające się w jasny dzióbek. Orzeszek długości 1,5 mm, szerokości 1 mm, jasnobrązowy, soczewkowaty.

## Biologia i ekologia
RozwójBylina, geofit lub hemikryptofit. W Polsce kwitnie od maja do czerwca.
SiedliskoWystępuje głównie na torfowiskach przejściowych, także na obrzeżach torfowisk wysokich i kwaśnych, darniowo-mszystych torfowiskach niskich. Tworzy mniej lub bardziej zwarte fitocenozy.
FitocenozyW klasyfikacji zbiorowisk roślinnych gatunek charakterystyczny dla związku (All.) Caricion lasiocarpae oraz zespołu (Ass.) Caricetum diandrae.
GenetykaSomatyczna liczba chromosomów 2n = 60. Tworzy mieszańce z turzycą prosową (Carex paniculata), siwą (C. canescens) i tunikową (C. appropinquata).

## Zagrożenia i ochrona
Gatunek umieszczony na polskiej czerwonej liście w kategorii NT (bliski zagrożenia).